# Niedersächsische Badmintonmeisterschaft
Niedersächsische Badmintonmeisterschaften werden seit der Saison 1955/1956 ausgetragen. Sie stellten in den ersten Jahren die zweithöchste Meisterschaftsebene im Badminton in Deutschland dar und waren die direkte Qualifikation für die deutschen Meisterschaften. Mit der Einführung der Norddeutschen Badmintonmeisterschaften in der Saison 1961/1962 wurden die Titelkämpfe um eine Ebene tiefergestellt.

## Titelträger
| Saison    | Herreneinzel                                     | Dameneinzel                                     | Herrendoppel                                                                          | Damendoppel                                                                             | Mixed                                                                                |
| --------- | ------------------------------------------------ | ----------------------------------------------- | ------------------------------------------------------------------------------------- | --------------------------------------------------------------------------------------- | ------------------------------------------------------------------------------------ |
| 1955/1956 | Horst Galke (Gelb-Blau Hannover)                 | Ruth Wortmann (BC Hannover 53)                  | Horst Galke (Gelb-Blau Hannover) Micke (Gelb-Blau Hannover)                           | Ruth Wortmann (BC Hannover 53) Ellen Wortmann (BC Hannover 53)                          | Heinz Adam (BC Hannover 53) Ruth Wortmann (BC Hannover 53)                           |
| 1956/1957 | Manfred Gatzke (Hannover 96)                     | Ruth Wortmann (BC Hannover 53)                  | Helmut Fischer (Gelb-Blau Hannover) Otto Vogelsang (Gelb-Blau Hannover)               | Lore Dövener (BC Hannover 53) Susi Witte (BC Hannover 53)                               | Winfried Harries (BC Hannover 53) Ellen Wortmann (BC Hannover 53)                    |
| 1957/1958 | Günter Duderstadt (BC Hannover 53)               | Rosi Marx (Hannover 96)                         | Manfred Gatzke (Hannover 96) Rudi Masberg (Hannover 96)                               | Rosi Marx (Hannover 96) Anne Laube (Hannover 96)                                        | Albert Baumunk (BC Comet Braunschweig) von Kiedrowski (BC Comet Braunschweig)        |
| 1958/1959 | Rudi Masberg (Hannover 96)                       | Helga Schrader (Hardegser Sportverein von 1872) | Gerd Bleicher (VfL Wolfsburg) Jörg Fischer (VfL Wolfsburg)                            | Rosi Marx (Hannover 96) Gertrud Schmitz (Hannover 96)                                   | Albert Baumunk (BC Comet Braunschweig) von Kiedrowski (BC Comet Braunschweig)        |
| 1959/1960 | Manfred Gatzke (Hannover 96)                     | Helga Schrader (Hardegser Sportverein von 1872) | Manfred Gatzke (Hannover 96) Rudi Masberg (Hannover 96)                               | Helga Schrader (Hardegser Sportverein von 1872) Hoboth (Hardegser Sportverein von 1872) | Siegfried Schulze (BG Meyenfeld) Maria Wojcieszak (TuS Wunstorf)                     |
| 1960/1961 | Dieter Bock (SG Blau-Gold Braunschweig)          | Ilse Braun (TSV Ehmen)                          | Dieter Bock (SG Blau-Gold Braunschweig) Mühlnickel (SG Blau-Gold Braunschweig)        | Ingrid Schmidt (BC Comet Braunschweig) I. Rohde (BC Comet Braunschweig)                 | Erwin Busch (VfL Hameln) Brigitte Huwald (VfL Hameln)                                |
| 1961/1962 | Manfred Gatzke (Hannover 96)                     | Bärbel Fieber (MTV Meyenfeld)                   | Manfred Gatzke (Hannover 96) Rudi Masberg (Hannover 96)                               | Ingrid Schmidt (BC Comet Braunschweig) I. Rohde (BC Comet Braunschweig)                 | Peter Römermann (BC Comet Braunschweig) I. Rohde (BC Comet Braunschweig)             |
| 1963/1964 | Wolfgang Bochow (SG Blau-Gold Braunschweig)      | Bärbel Fieber (BC Hannover 53)                  | Wolfgang Bochow (SG Blau-Gold Braunschweig) Dieter Bock (SG Blau-Gold Braunschweig)   | Ingrid Schmidt (1. BC Braunschweig) Henze (1. BC Braunschweig)                          | Schulz (BC Hannover 53) Bärbel Fieber (BC Hannover 53)                               |
| 1964/1965 | Wolfgang Bochow (SG Blau-Gold Braunschweig)      | Bärbel Fieber (BC Hannover 53)                  | Willi Braun (TSV Ehmen) Dieter Franke (TSV Ehmen)                                     | Bärbel Fieber (BC Hannover 53) Gudrun Bornträger (BC Hannover 53)                       | Dietmar Bloch von Blottnitz (1. BC Braunschweig) Ingrid Schmidt (1. BC Braunschweig) |
| 1965/1966 | Willi Braun (TSV Ehmen)                          | Gudrun Bornträger (BC Hannover 53)              | Peter Kretschmer (VfL Wolfsburg) Detlef Würfel (VfL Wolfsburg)                        | Bärbel Fieber (BC Hannover 53) Gudrun Bornträger (BC Hannover 53)                       | Wolfgang Bochow (SG Blau-Gold Braunschweig) Vera Förstemann (Hannover 96)            |
| 1966/1967 | Willi Braun (VfL Wolfsburg)                      | Bärbel Fieber (BC Hannover 53)                  | Willi Braun (VfL Wolfsburg) Peter Kretschmer (VfL Wolfsburg)                          | Bärbel Fieber (BC Hannover 53) Gudrun Bornträger (BC Hannover 53)                       | Hans-Dieter Wochele (Hannover 96) Vera Förstemann (Hannover 96)                      |
| 1967/1968 | Willi Braun (VfL Wolfsburg)                      | Gudrun Bornträger (Hannover 96)                 | Willi Braun (VfL Wolfsburg) Detlef Würfel (VfL Wolfsburg)                             | Gudrun Bornträger (Hannover 96) Vera Förstemann (Hannover 96)                           | Hans-Dieter Wochele (Hannover 96) Vera Förstemann (Hannover 96)                      |
| 1968/1969 | Willi Braun (VfL Wolfsburg)                      | Bärbel Fieber-Bohne (TK Berenbostel)            | Willi Braun (VfL Wolfsburg) Detlef Würfel (VfL Wolfsburg)                             | Gudrun Bornträger (Hannover 96) Vera Förstemann (Hannover 96)                           | Willi Braun (VfL Wolfsburg) Margit Kröger (VfL Wolfsburg)                            |
| 1969/1970 | Dietmar Bloch von Blottnitz (1. BC Braunschweig) | Gudrun Bornträger (Hannover 96)                 | Dieter Bock (1. BC Braunschweig) Dietmar Bloch von Blottnitz (1. BC Braunschweig)     | Gudrun Bornträger (Hannover 96) Vera Förstemann (Hannover 96)                           | Hans-Dieter Wochele (Hannover 96) Vera Förstemann (Hannover 96)                      |
| 1970/1971 | Willi Braun (VfL Wolfsburg)                      | Gudrun Bornträger (Hannover 96)                 | Willi Braun (VfL Wolfsburg) Rolf Würfel (VfL Wolfsburg)                               | Gudrun Bornträger (Hannover 96) Rosemarie Biemüller (Hannover 96)                       | Willi Braun (VfL Wolfsburg) Ilse Braun (VfL Wolfsburg)                               |
| 1971/1972 | Gerd Kretschmann (TuS Wunstorf)                  | Gudrun Bornträger (Hannover 96)                 | Svoboda (TuS Wunstorf) Dietmar Bloch von Blottnitz (TuS Wunstorf)                     | Gudrun Bornträger (Hannover 96) Jutta Schnelle (1. BC Braunschweig)                     | Wäckerle (1. BC Braunschweig) Jutta Schnelle (1. BC Braunschweig)                    |
| 1972/1973 | Willi Braun (VfL Wolfsburg)                      | Jutta Schnelle (1. BC Braunschweig)             | Wäckerle (1. BC Braunschweig) Horst Römermann (1. BC Braunschweig)                    | Gudrun Bornträger (Hannover 96) Rosemarie Wochele (Hannover 96)                         | Willi Braun (VfL Wolfsburg) Ilse Braun (VfL Wolfsburg)                               |
| 1973/1974 | Gerd Kretschmann (TuS Wunstorf)                  | Gudrun Bornträger (Hannover 96)                 | Peter Kretschmer (VfL Wolfsburg) Rolf Würfel (VfL Wolfsburg)                          | Gudrun Bornträger (Hannover 96) Rosemarie Wochele (Hannover 96)                         | Hans-Dieter Wochele (Hannover 96) Rosemarie Wochele (Hannover 96)                    |
| 1974/1975 | Gerd Kretschmann (TuS Wunstorf)                  | Gudrun Bornträger (Hannover 96)                 | Peter Kretschmer (VfL Wolfsburg) Rolf Würfel (VfL Wolfsburg)                          | Rosemarie Wochele (VfL Wolfsburg) Angelika Walter (VfL Wolfsburg)                       | Gerd Kretschmann (TuS Wunstorf) Beate Eckert (TuS Seelze)                            |
| 1975/1976 | Hans Werner Niesner (VfL Wolfsburg)              | Elke Weber (Sportfreunde Salzgitter)            | Wolfgang Schulz (VfL Wolfsburg) Hans-Dieter Wochele (VfL Wolfsburg)                   | Elke Weber (Sportfreunde Salzgitter) Inge Galetzka (Sportfreunde Salzgitter)            | Hans-Dieter Wochele (VfL Wolfsburg) Rosemarie Wochele (VfL Wolfsburg)                |
| 1976/1977 | Hans Werner Niesner (VfL Wolfsburg)              | Inge Galetzka (Sportfreunde Salzgitter)         | Hans Werner Niesner (VfL Wolfsburg) Peter Kretschmer (VfL Wolfsburg)                  | Elke Weber (VfL Wolfsburg) Rosemarie Wochele (VfL Wolfsburg)                            | Hans-Dieter Wochele (VfL Wolfsburg) Rosemarie Wochele (VfL Wolfsburg)                |
| 1977/1978 | Hans Werner Niesner (VfL Wolfsburg)              | Inge Galetzka (Sportfreunde Salzgitter)         | Hans Werner Niesner (VfL Wolfsburg) Peter Kretschmer (VfL Wolfsburg)                  | Rosemarie Wochele (VfL Wolfsburg) Inge Galetzka (Sportfreunde Salzgitter)               | Hans-Dieter Wochele (VfL Wolfsburg) Rosemarie Wochele (VfL Wolfsburg)                |
| 1978/1979 | Hans Werner Niesner (VfL Wolfsburg)              | Elke Weber (VfL Wolfsburg)                      | Schaper (SK Göttingen) Peter Kretschmer (VfL Wolfsburg)                               | Elke Weber (VfL Wolfsburg) Ingrid Morsch (VfL Wolfsburg)                                | Rolf Würfel (VfL Wolfsburg) Elke Weber (VfL Wolfsburg)                               |
| 1979/1980 | Harald Klauer (VfL Wolfsburg)                    | Ingrid Morsch (VfL Wolfsburg)                   | Hans Werner Niesner (VfL Wolfsburg) Harald Klauer (VfL Wolfsburg)                     | Ingrid Morsch (VfL Wolfsburg) Rosemarie Wochele (VfL Wolfsburg)                         | Hans-Dieter Wochele (VfL Wolfsburg) Rosemarie Wochele (VfL Wolfsburg)                |
| 1980/1981 | Harald Klauer (VfL Wolfsburg)                    | Ingrid Morsch (VfL Wolfsburg)                   | Hans Werner Niesner (VfL Wolfsburg) Harald Klauer (VfL Wolfsburg)                     | Ingrid Morsch (VfL Wolfsburg) Rosemarie Wochele (VfL Wolfsburg)                         | Harald Klauer (VfL Wolfsburg) Ingrid Morsch (VfL Wolfsburg)                          |
| 1981/1982 | Jürgen Seide (Sportfreunde Salzgitter)           | Sonja Schneider (Blau-Gelb Braunschweig)        | Hans Werner Niesner (VfL Wolfsburg) Rolf Würfel (VfL Wolfsburg)                       | Cathrin Hoppe (VfL Wolfsburg) Rosemarie Wochele (VfL Wolfsburg)                         | Jürgen Seide (Sportfreunde Salzgitter) Sonja Schneider (Blau-Gelb Braunschweig)      |
| 1982/1983 | Hans Werner Niesner (VfL Wolfsburg)              | Elke Weber (VfL Wolfsburg)                      | Horst Römermann (TuS Hohnhorst) Eberhardt (SG Blau-Gold Braunschweig)                 | Cathrin Hoppe (VfL Wolfsburg) Rosemarie Wochele (VfL Wolfsburg)                         | Rolf Würfel (VfL Wolfsburg) Elke Weber (VfL Wolfsburg)                               |
| 1983/1984 | Volker Renzelmann (VfL Wolfsburg)                | Cathrin Hoppe (VfL Wolfsburg)                   | Hans Werner Niesner (VfL Wolfsburg) Thomas König (VfL Wolfsburg)                      | Elke Weber (VfL Wolfsburg) Inge Galetzka (Sportfreunde Salzgitter)                      | Volker Renzelmann (VfL Wolfsburg) Cathrin Hoppe (VfL Wolfsburg)                      |
| 1984/1985 | Volker Renzelmann (VfL Wolfsburg)                | Claudia Kürsten (BV Gifhorn)                    | Volker Renzelmann (VfL Wolfsburg) Uwe Eckhoff (VfL Wolfsburg)                         | Hiltraud Wendt (Sportfreunde Salzgitter) Regina Wendt (Sportfreunde Salzgitter)         | Thomas König (VfL Wolfsburg) Elke Weber (VfL Wolfsburg)                              |
| 1985/1986 | Jörg Niemeier (SuS Northeim)                     | Elke Weber (VfL Wolfsburg)                      | Jürgen Seide (Sportfreunde Salzgitter) Hans-Jürgen Heidrich (Sportfreunde Salzgitter) | Elke Weber (VfL Wolfsburg) Rosemarie Wochele (VfL Wolfsburg)                            | Holger Broß (Sportfreunde Salzgitter) Claudia Kürsten (BV Gifhorn)                   |
| 1986/1987 | Uwe Eckhoff (VfL Wolfsburg)                      | Tanja Krömer (TuS Seelze)                       | Dirk Weiner (Sportfreunde Salzgitter) Holger Broß (Sportfreunde Salzgitter)           | Karen Stechmann (MTV Mittelnkirchen) Kristina Fock (MTV Mittelnkirchen)                 | Dirk Weiner (Sportfreunde Salzgitter) Regina Wendt (Sportfreunde Salzgitter)         |
| 1987/1988 | Holger Broß (VfL Wolfsburg)                      | Karen Stechmann (VfL Stade)                     | Uwe Eckhoff (VfL Wolfsburg) Willi Braun (BV Gifhorn)                                  | Tanja Krömer (TuS Seelze) Ilona Gudehus (VfL Lüneburg)                                  | Stefan Moses (SC Langenhagen) Karen Stechmann (MTV Mittelnkirchen)                   |
| 1988/1989 | Dirk Wojahn (MTV Nienburg)                       | Tanja Krömer (TuS Seelze)                       | Hans-Jürgen Heidrich (Sportfreunde Salzgitter) Dirk Weiner (Sportfreunde Salzgitter)  | Tanja Krömer (TuS Seelze) Ina Kümmritz (BC Comet Braunschweig)                          | Uwe Pawellek (VfL Wolfsburg) Claudia Kürsten (VfL Wolfsburg)                         |
| 1989/1990 | Holger Broß (VfL Wolfsburg)                      | Nina Bruns (VfL Wolfsburg)                      | Uwe Eckhoff (VfL Wolfsburg) Holger Broß (VfL Wolfsburg)                               | Tanja Krömer (TuS Seelze) Ina Kümmritz (BC Comet Braunschweig)                          | Uwe Pawellek (VfL Wolfsburg) Claudia Kürsten (VfL Wolfsburg)                         |
| 1990/1991 | David Wenzlaff (VfL Lüneburg)                    | Karen Stechmann (VfL Stade)                     | Dirk Teichelmann (BC Comet Braunschweig) Uwe Pawellek (BV Gifhorn)                    | Nicole Boom (TuS Gildehaus) Kristina Fock (VfL Stade)                                   | Dirk Teichelmann (BC Comet Braunschweig) Ute Landmann (BC Comet Braunschweig)        |
| 1991/1992 | Sven Landwehr (MTV Nienburg)                     | Karen Stechmann (VfL Stade)                     | Dirk Teichelmann (BC Comet Braunschweig) Uwe Pawellek (BV Gifhorn)                    | Karen Stechmann (VfL Stade) Ina Kümmritz (MTV Nienburg)                                 | Frank Stechmann (VfL Stade) Kristine Fock (VfL Stade)                                |
| 1992/1993 | Uwe Katt (BV Gifhorn)                            | Nicol Pitro (SG Diepholz)                       | Dirk Teichelmann (BC Comet Braunschweig) Uwe Pawellek (BV Gifhorn)                    | Ilona Gudehus (VfL Lüneburg) Tanja Krömer (TuS Seelze)                                  | Dirk Teichelmann (BC Comet Braunschweig) Ute Landmann (BC Comet Braunschweig)        |
| 1993/1994 | Gerrit Burkert (TuS Gildehaus)                   | Nicole Boom (TuS Gildehaus)                     | Dirk Teichelmann (BC Comet Braunschweig) Uwe Pawellek (BV Gifhorn)                    | Ute Landmann (BC Comet Braunschweig) Nicole Hampel (BC Comet Braunschweig)              | Jochen Bartels (BC Comet Braunschweig) Tanja Krömer (TuS Seelze)                     |
| 1994/1995 | Gerrit Burkert (TuS Gildehaus)                   | Nicole Boom (TuS Gildehaus)                     | Sascha Horatzek (BV Gifhorn) Holger Broß (BV Gifhorn)                                 | Tanja Krömer (BC Comet Braunschweig) Ilona Gudehus (VfL Lüneburg)                       | André Vos (TuS Gildehaus) Nicole Boom (TuS Gildehaus)                                |
| 1995/1996 | Gerrit Burkert (TuS Gildehaus)                   | Wiebke Schrempf (VfL Lüneburg)                  | Sascha Horatzek (BV Gifhorn) Dirk Reichstein (BV Gifhorn)                             | Wiebke Schrempf (BV Gifhorn) Beke Recht (VfL Stade)                                     | Sascha Horatzek (BV Gifhorn) Wiebke Schrempf (BV Gifhorn)                            |
| 1996/1997 | Sören Bredenkamp (BV Gifhorn)                    | Wiebke Schrempf (VfL Lüneburg)                  | Holger Broß (BV Gifhorn) Uwe Pawellek (TuS Wettbergen)                                | Alexandra Beckmann (TuS Gildehaus) Nicole Boom (TuS Gildehaus)                          | Jochen Bartels (BC Comet Braunschweig) Tanja Krömer (BC Comet Braunschweig)          |
| 1997/1998 | Sören Bredenkamp (BV Gifhorn)                    | Nina Bruns (SV Meine)                           | Björn Zeysing (VfL Lüneburg) Jan Zeysing (VfL Lüneburg)                               | Alexandra Beckmann (TuS Gildehaus) Nicole Boom (TuS Gildehaus)                          | André Vos (TuS Gildehaus) Nicole Boom (TuS Gildehaus)                                |
| 1998/1999 | Sören Bredenkamp (BV Gifhorn)                    | Iris Bardenhorst (TuS Gildehaus)                | Matthias Krawietz (Hannover 96) Timo Teulings (Hannover 96)                           | Iris Bardenhorst (TuS Gildehaus) Bianca Pils (BV Gifhorn)                               | Björn Zeysing (VfL Lüneburg) Tanja Krömer (BC Comet Braunschweig)                    |
| 1999/2000 | Björn Zeysing (VfL Lüneburg)                     | Stefanie Hüsken (TuS Gildehaus)                 | Oliver Anschütz (SG Maschen/Hittfeld) Oliver Pohl (SG Maschen/Hittfeld)               | Kristine Fock (SG Maschen/Hittfeld) Tanja Krömer (SG Maschen/Hittfeld)                  | Björn Zeysing (VfL Lüneburg) Tanja Krömer (SG Maschen/Hittfeld)                      |
| 2000/2001 | Maurice Niesner (BV Gifhorn)                     | Jeanette Ottrembka (BV Gifhorn)                 | Henning Zanssen (MTV Vechelde) Maurice Niesner (BV Gifhorn)                           | Jeanette Ottrembka (BV Gifhorn) Katharina Bobeth (BV Gifhorn)                           | Maurice Niesner (BV Gifhorn) Jeanette Ottrembka (BV Gifhorn)                         |
| 2001/2002 | Björn Zeysing (VfL Lüneburg)                     | Stefanie Hüsken (TuS Gildehaus)                 | Boris Reichel (TuS Gildehaus) Matthias Krawietz (TuS Gildehaus)                       | Stefanie Hüsken (TuS Gildehaus) Birgit Overzier (TuS Gildehaus)                         | Boris Reichel (TuS Gildehaus) Birgit Overzier (TuS Gildehaus)                        |
| 2002/2003 | Björn Zeysing (VfL Lüneburg)                     | Jennifer Greune (TSV Neustadt)                  | Matthias Krawietz (VfL Lüneburg) Timo Teulings (TuS Gildehaus)                        | Stefanie Kahnt (SG Maschen-Hittfeld) Nicole von Restorff (SG Maschen-Hittfeld)          | Dirk Reichstein (BV Gifhorn) Bianca Pils (BV Gifhorn)                                |
| 2003/2004 | Björn Zeysing (VfL Lüneburg)                     | Jennifer Greune (TSV Neustadt)                  | Björn Zeysing (VfL Lüneburg) Jan Zeysing (VfL Lüneburg)                               | Kristine Anschütz (VfL Maschen) Karen Neumann (VfL Maschen)                             | Boris Reichel (Delmenhorster FC) Karen Neumann (VfL Maschen)                         |
| 2004/2005 | Maurice Niesner (NBV Team Gifhorn)               | Sandra Grätz (VfL Maschen)                      | Maurice Niesner (NBV Team Gifhorn) Henning Zanssen (NBV Team Gifhorn)                 | Bianca Pils (NBV Team Gifhorn) Susanne Cloppenburg (NBV Team Gifhorn)                   | Björn Zeysing (VfL Lüneburg) Bianca Pils (NBV Team Gifhorn)                          |
| 2005/2006 | Henning Zanssen (NBV Team Gifhorn)               | Katja Stolte (SV Lengede)                       | Leif-Olav Zöllner (NBV Team Gifhorn) Henning Zanssen (NBV Team Gifhorn)               | Bianca Pils (NBV Team Gifhorn) Susanne Cloppenburg (NBV Team Gifhorn)                   | Björn Zeysing (VfL Lüneburg) Bianca Pils (NBV Team Gifhorn)                          |
| 2006/2007 | Maurice Niesner (NBV Team Gifhorn)               | Astrid Hoffmann (NBV Team Gifhorn)              | Hannes Roffmann (NBV Team Gifhorn) Maurice Niesner (NBV Team Gifhorn)                 | Bianca Pils (NBV Team Gifhorn) Susanne Cloppenburg (NBV Team Gifhorn)                   | Maurice Niesner (NBV Team Gifhorn) Astrid Hoffmann (NBV Team Gifhorn)                |
| 2007/2008 | Henning Zanssen (NBV Team Gifhorn)               | Katja Stolte (Delmenhorster FC)                 | Leif-Olav Zöllner (NBV Team Gifhorn) Henning Zanssen (NBV Team Gifhorn)               | Bianca Pils (NBV Team Gifhorn) Susanne Cloppenburg (NBV Team Gifhorn)                   | Maurice Niesner (NBV Team Gifhorn) Astrid Hoffmann (NBV Team Gifhorn)                |
| 2008/2009 | Robert Hinsche (NBV Team Gifhorn)                | Astrid Hoffmann (NBV Team Gifhorn)              | Guido Radecker (VfL Maschen) Sebastian Seldschopf (VfL Maschen)                       | Bianca Pils (NBV Team Gifhorn) Jana Bühl (NBV Team Gifhorn)                             | Henning Zanssen (BV Gifhorn) Bianca Pils (BV Gifhorn)                                |
| 2009/2010 | Henning Zanssen (BV Gifhorn)                     | Jana Bühl (BV Gifhorn)                          | Leif-Olav Zöllner (BV Gifhorn) Henning Zanssen (BV Gifhorn)                           | Jana Bühl (BV Gifhorn) Bianca Pils (BV Gifhorn)                                         | Henning Zanssen (BV Gifhorn) Bianca Pils (BV Gifhorn)                                |
| 2010/2011 | Timo Teulings (Hannover 96)                      | Linda Klasen (VfL Maschen)                      | Leif-Olav Zöllner (BV Gifhorn) Henning Zanssen (VfL Maschen)                          | Sonja Schlösser (BV Gifhorn) Linda Klasen (VfL Maschen)                                 | Henning Zanssen (BV Gifhorn) Bianca Pils (VfL Maschen)                               |
| 2011/2012 | Robert Hinsche (BV Gifhorn)                      | Katja Stolte (Hannover 96)                      | Daniel Porath (BV Gifhorn) Benjamin Schmidt (BV Gifhorn)                              | Corinne Beutler (VfL Maschen) Laura Gredner (SG VfB/SC Peine)                           | Henning Zanssen (MTV Vechelde) Bianca Pils (BV Gifhorn)                              |
| 2012/2013 | Robert Hinsche (BV Gifhorn)                      | Beke Recht (VfL Stade)                          | Daniel Porath (BV Gifhorn) Robert Hinsche (BV Gifhorn)                                | Linda Klasen (BV Gifhorn) Larina Tornow (BV Gifhorn)                                    | Daniel Porath (BV Gifhorn) Sonja Schlösser (BV Gifhorn)                              |
| 2013/2014 | Dennis Friedenstab (BV Gifhorn)                  | Larina Tornow (BV Gifhorn)                      | Christian Schlüter (MTV Vechelde) Björn Wirthsmann (SV Lengede)                       | Corinne Beutler (SG VfB/SC Peine) Laura Gredner (SG VfB/SC Peine)                       | Wolf-Dieter Papendorf (MTV Vechelde) Katrin Schindler (SV Lengede)                   |
| 2014/2015 | Robert Hinsche (BV Gifhorn)                      | Katrin Schindler (Hannover 96)                  | Lukas Behme (SG VfB/SC Peine) Lucas Gredner (SG VfB/SC Peine)                         | Laura Gredner (SG VfB/SC Peine) Katrin Schindler (SV Lengede)                           | Lucas Gredner (SG VfB/SC Peine) Laura Gredner (SG VfB/SC Peine)                      |
| 2015/2016 | Robert Hinsche (MTV Vechelde)                    | Nadine Cordes (VfB Peine)                       | Robert Hinsche (MTV Vechelde) Daniel Porath (BV Gifhorn)                              | Steffi Seidel (MTV Vechelde) Katrin Schindler (SV Lengede)                              | Daniel Porath (BV Gifhorn) Sonja Schlösser (BV Gifhorn)                              |
| 2016/2017 | Robert Hinsche (SG Vechelde/Lengede)             | Alicia Molitor (MTV Nienburg)                   | Adrian Belke (VfL Grasdorf) Philip Radecker (TuS Hilter)                              | Nadine Cordes (SG VfB/SC Peine) Franziska Weiner (SG VfB/SC Peine)                      | Lucas Gredner (SG VfB/SC Peine) Laura Gredner (SG VfB/SC Peine)                      |
| 2017/2018 | Frank Juchim (VfB Peine)                         | Lea Dingler (BV Gifhorn)                        | Lucas Gredner (VfB Peine) Daniel Porath (Ski-Club Peine)                              | Beke Recht (VfL Maschen) Laura Gredner (VfB Peine)                                      | Lucas Gredner (VfB Peine) Laura Gredner (VfB Peine)                                  |
| 2018/2019 | Niklas König (VfB Peine)                         | Michelle Beecken (BV Gifhorn)                   | Jan-Henrik Gleis (SV Harkenbleck) Ciaran Fitzgerald (SV Harkenbleck)                  | Michelle Beecken (BV Gifhorn) Karen Radke (BV Gifhorn)                                  | Wolf-Dieter Papendorf (BV Gifhorn) Larina Tornow (BV Gifhorn)                        |
| 2019/2020 | Frank Juchim (VfB Peine)                         | Larina Tornow (BV Gifhorn)                      | Wolf-Dieter Papendorf (BV Gifhorn) Nils Rodefeld (MTV Vechelde)                       | Nadine Cordes (VfB Peine) Larina Tornow (BV Gifhorn)                                    | Wolf-Dieter Papendorf (BV Gifhorn) Larina Tornow (BV Gifhorn)                        |
| 2020/2021 | nicht ausgetragen                                | nicht ausgetragen                               | nicht ausgetragen                                                                     | nicht ausgetragen                                                                       | nicht ausgetragen                                                                    |
| 2021/2022 | Dennis Friedenstab (BV Gifhorn)                  | Lena Moses (MTV Vechelde)                       | Thies Huth (BV Gifhorn) Marvin Schmidt (BV Gifhorn)                                   | Hanna Blumenthal (ASC Göttingen von 1846) Lena Moses (MTV Vechelde)                     | Dennis Friedenstab (BV Gifhorn) Sonja Melzer (MTV Vechelde)                          |
| 2022/2023 | Yanik Zahmel (SV Harkenbleck)                    | Larina Tornow (Ski-Club Peine)                  | Niklas König (VfB Peine) Wolf-Dieter Papendorf (Ski-Club Peine)                       | Larina Tornow (Ski-Club Peine) Lena Moses (MTV Vechelde)                                | Wolf-Dieter Papendorf (Ski-Club Peine) Larina Tornow (Ski-Club Peine)                |
| 2023/2024 | Patrick Thöne (BV Gifhorn)                       | Maren Völkering (BV Gifhorn)                    | Jannik Schmidt (BV Gifhorn) Marvin Schmidt (BV Gifhorn)                               | Romina Plöger (MTV Vechelde) Maren Völkering (BV Gifhorn)                               | Niklas König (VfB Peine) Laura Gredner (VfB Peine)                                   |
| 2024/2025 | Holger Herbst (BV Gifhorn)                       | Lena Moses (MTV Vechelde)                       | Dennis Friedenstab (BV Gifhorn) Robin Niesner (BV Gifhorn)                            | Ulrike Plaggenborg (VfL Grasdorf) Marie-Christin Voigt (VfL Grasdorf)                   | Marius Meyer (MTV Vechelde) Lena Moses (MTV Vechelde)                                |

Anmerkungen
1. ↑  Zwischen der Saison 1961/1962 und der Saison 1984/1985 fehlt ein Titelkampf, wobei jedoch nicht ermittelbar ist, welcher. So können die Jahresangaben der dazwischenliegenden 21 Titelkämpfe auch zur Meisterschaft einer Saison früher gehören.